# Fletxa Valona 1943
La Fletxa Valona 1943, 7a edició de la Fletxa Valona, es va disputar el 23 de maig de 1943, entre Mons i Marcinelle, sobre un recorregut de 208 kilòmetres. El vencedor fou el belga Marcel Kint, que s'imposà en solitari en l'arribada a Marcinelle. Els també belgues Georges Claes i Désiré Keteleer completaren el podi.

## Classificació final
|    | Ciclista                | Equip   | Temps      |
| -- | ----------------------- | ------- | ---------- |
| 1  | Marcel Kint (BEL)       |         | 5h 40' 00" |
| 2  | Georges Claes (BEL)     | Helyett | + 10"      |
| 3  | Désiré Keteleer (BEL)   |         | + 10"      |
| 4  | Armand Putzeys (BEL)    |         | + 10"      |
| 5  | Ernest Sterckx (BEL)    |         | + 10"      |
| 6  | Jacques Geus (BEL)      |         | + 10"      |
| 7  | Jérôme Dufromont (BEL)  |         | + 10"      |
| 8  | Jules Lowie (BEL)       |         | + 10"      |
| 9  | Omer Thys (BEL)         |         | + 10"      |
| 10 | Joseph Moerenhout (BEL) |         | + 10"      |